# A Fugitive from Matrimony
Pour plus de détails, voir Fiche technique et Distribution.
A Fugitive from Matrimony est un film muet américain réalisé par Henry King, sorti en 1919.

## Synopsis
La famille Riggs, devenue riche grâce au pétrole de l'Oklahoma, déménage pour une propriété à Ossining (New York), voisine de celle de Stephen Van Courtlandt, un célibataire endurci. Mme Riggs, qui veut faire partie de la bonne société, voudrait que sa fille épouse Stephen. Alors que celui-ci est en train de pêcher, Chimmy le Cricket, qui vient de s'évader de Sing Sing le convainc d'échanger avec lui ses vêtements afin qu'il puisse échapper aux gardiens qui le poursuivent. Stephen, poursuivi à sa place, entre par la fenêtre dans la chambre de Barbara et celle-ci, excitée à l'idée de remettre un criminel dans le droit chemin, lui donne les vêtements du maître d'hôtel. Lorsque Mme Riggs entre, Stephen explique qui il est en réalité, mais elle dit qu'ils doivent annoncer leurs fiançailles immédiatement afin de protéger la réputation de Barbara, ce qu'ils font, bien que Barbara croie toujours que Stephen est un prisonnier en fuite. Après que Stephen est suspecté d'avoir volé les bijoux de Mme Riggs, Cricket aide Stephen à confondre le vrai voleur et Barbara et Stephen, qui sont tombés amoureux, se préparent au mariage.

## Fiche technique
- Titre original : A Fugitive from Matrimony
- Réalisation : Henry King
- Scénario : Fred Myton
- Photographie : Victor Milner
- Production : Jesse D. Hampton
- Société de production : Jesse D. Hampton Productions
- Société de distribution : Robertson-Cole Distributing Corporation
- Pays de production :  États-Unis
- Langue : anglais
- Format : Noir et blanc - 35 mm - 1,37:1 - Muet
- Genre : Comédie
- Durée : 50 minutes (5 bobines)
- Date de sortie :
  - États-Unis : 23 novembre 1919

## Distribution
- H. B. Warner : Stephen Van Courtlandt
- Seena Owen : Barbara Riggs
- Adele Farrington : Mme Riggs
- Walter Perry : Zachariah E. Riggs
- Christine Mayo : Edythe Arlington
- Matthew Biddulph : Maurice Bradford
- John Gough : Chimmy le Cricket
- Lule Warrenton : Kelly